# 寧江軍節度使
寧江軍節度使，五代十国前蜀、后唐、后蜀的节度使，治所在夔州（今重庆市奉节县东）。
唐朝天祐三年（906年）以夔忠等州都防御使为镇江军节度使，下辖夔州、忠州（今重庆市忠县）、万州（今重庆市万州区），次年，前蜀夺得镇江军节度使，改治忠州。永平二年（912年），分夔州设安州（今重庆市云阳县北），镇江军节度使下辖忠州、夔州、安州、万州。永平四年（914年），再改治夔州。后唐灭前蜀，废除镇江军節度使。天成二年（927年），在夔州设立寧江軍節度使，下辖夔州、忠州、万州、施州（今湖北省恩施市）、归州（今湖北省秭归县）。长兴元年（930年），荆南占据归州。后蜀建立后，沿置寧江軍節度使，宋朝夔州军号依然是寧江軍。

## 历任节度使
- 王宗寿（914年—919年）
- 张武（920年—925年）
- 李绍文（926年）
- 西方邺（927年—929年）
- 安崇阮（929年—931年）
- 张知业（933年—935年）
- 侯弘实（935年）
- 张赞（942年）
- 张公铎（945年）
- 欧阳彬（945年—950年）
- 王昭远（950年）
- 韩保贞（951年）
- 伊审征（952年）
- 高彦俦（955年—964年）